# Delaplaine, Arkansas
Delaplaine là một thị trấn thuộc quận Greene, tiểu bang Arkansas, Hoa Kỳ. Năm 2010, dân số của thị trấn này là 116 người.

## Dân số
- Dân số năm 2000: 127 người.
- Dân số năm 2010: 116 người.